# Burg Neidenstein (Rhein-Neckar-Kreis)
Die Burg Neidenstein, auch Veste Neidenstein oder Nydenstein, ist eine Hangburg am Hang eines Sporns des Galgenberges über dem Schwarzbachtals oberhalb der Gemeinde Neidenstein im Rhein-Neckar-Kreis in Baden-Württemberg.

## Geschichte
Die Höhenburg, deren älteste Bauteile auf das 13. Jahrhundert datieren, wurde 1319 erstmals erwähnt, als sie ein Reichslehen des Friedrich von Venningen war. 1385 war die Burg weiterhin Reichslehen der Herren von Venningen, deren Linie Venningen-Neidenstein auf der Burg residierte. Siegfried von Venningen († 1393) und Jobst von Venningen († 1410) waren Hochmeister des Deutschen Ordens, Hans von Venningen († 1478) war Bischof von Basel, Siegfried III. von Venningen († 1459) war Bischof von Speyer. 
Die Burg wurde im 16. Jahrhundert ausgebaut und um die Vorburg erweitert. Die Wandmalereien im Palas datieren von 1516, das „Herrenhaus“ mit Treppenturm in der Vorburg wurde durch Erasmus von Venningen 1538 erbaut, der Erker am Palas stammt von 1561 und der äußere Torturm von 1569. 
Die Linie Venningen-Neidenstein starb 1611 aus, in ihre Erbfolge trat die Linie Venningen-Hilsbach. Der letzte am Ort lebende Ortsherr war Philipp von Venningen, der 1667 in das Wasserschloss in Eichtersheim übersiedelte. 

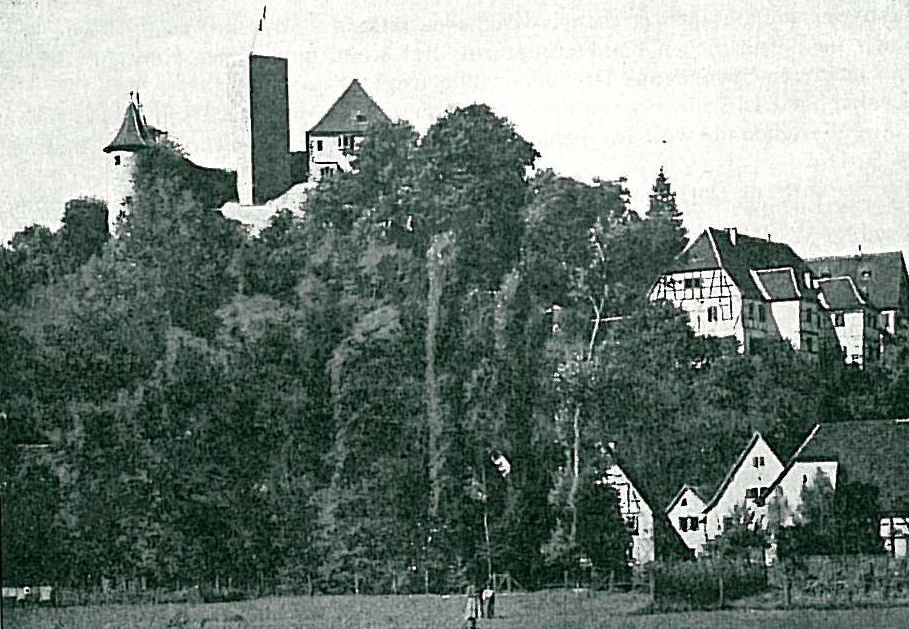
Burg Neidenstein 1898

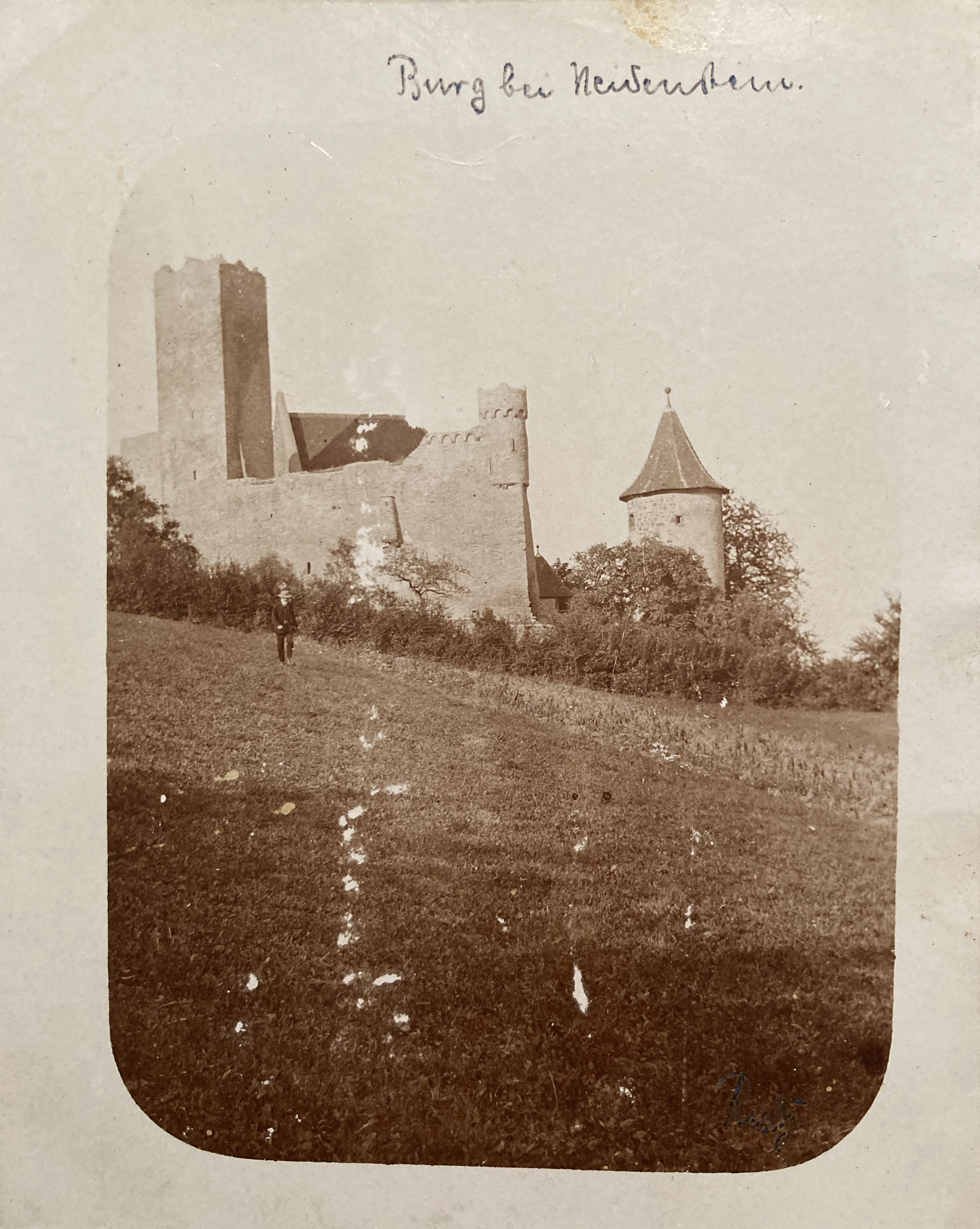
Burg Neidenstein Anfang 20. Jahrhundert

Gegen Ende des 18. Jahrhunderts begann die bis dahin von Zerstörungen verschonte Anlage zu verfallen. Ein Erker des östlichen Palas wurde ausgebrochen und im Wasserschloss in Eichtersheim eingebaut. In den 1890er Jahren ist das Dach des westlichen Palas eingestürzt, der seitdem nur noch als Ruine erhalten ist. Um 1900 fanden Sanierungsarbeiten an der Burg statt, in deren Vorhof 1880 die katholische Kirche des Ortes erbaut worden war. Bei den von 1897 bis 1903 dauernden Arbeiten wurden weite Teile der Anlage wiederhergestellt, allerdings wurde auch das oberste Stockwerk des Wehrturms abgenommen. Ab 1960 wurde die Sanierung der Burg fortgesetzt.

## Heutige Nutzung
Die Burg ist im Privatbesitz der Familie von Venningen und kann nur bedingt besichtigt werden. Die Kernburg ist bewohnt, im „Jägerhaus“ in der Vorburg unterhalb der Burg ist seit 1994 ein Heimatmuseum. Die Burganlage wird für Kulturveranstaltungen und Burgkonzerte der örtlichen Vereine genutzt.

## Anlage

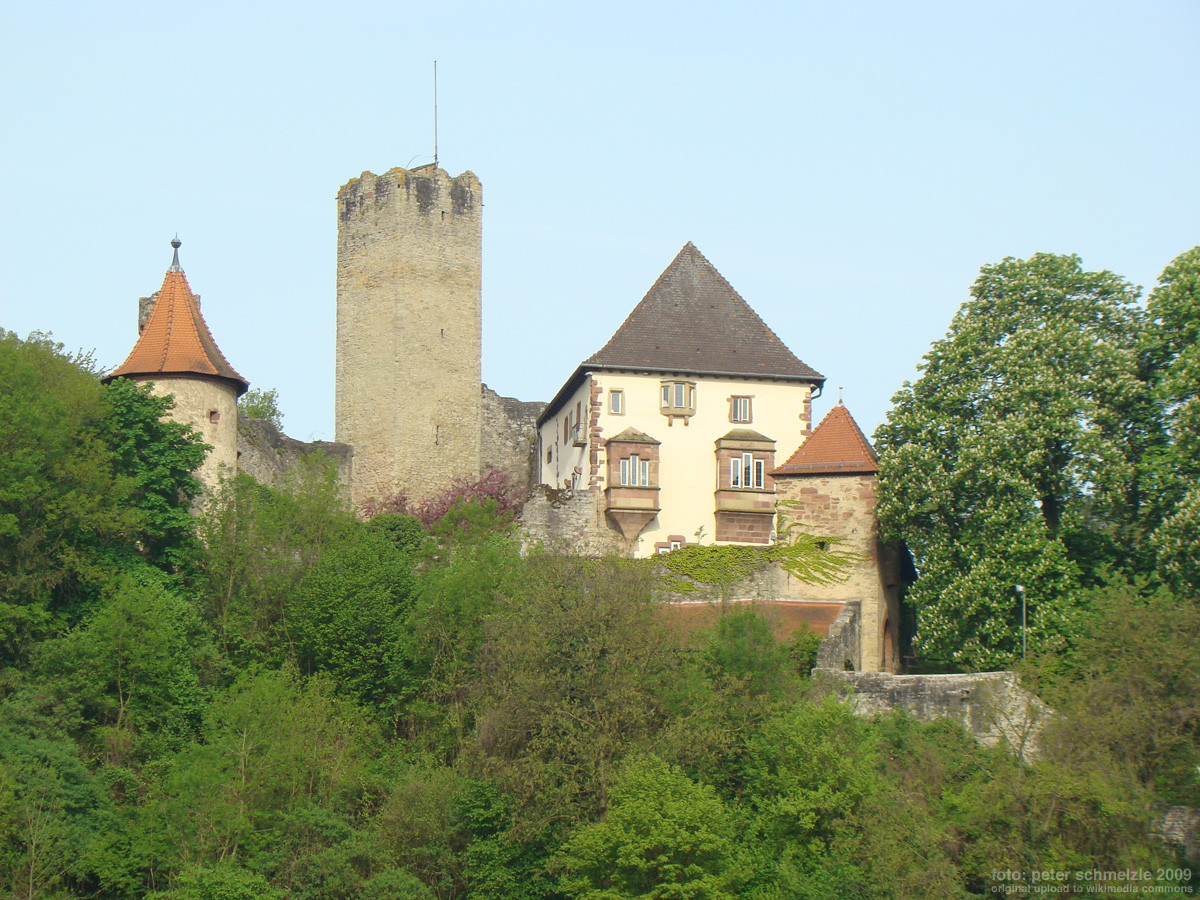
Ansicht der Kernburg

Die Burganlage liegt auf dem nördlich auslaufenden Bergsporn des Galgenbergs am westlichen Ufer des Schwarzbachtals. Eine weite Ringmaueranlage mit Wehr- und Tortürmen sowie ein breiter Halsgraben und ein Zwinger umschließen die äußerst südlich und am höchsten gelegene Kernburg, an deren südlicher Flanke sich der 25 Meter hohe Bergfried und die 11 Meter hohe Schildmauer befinden. In der Kernburg befanden sich zwei Palas-Gebäude. Der ältere westliche Palas ist nur als Ruine erhalten, der neuere östliche Palas im Stil der Spätgotik ist erhalten und bewohnt. Das Untergeschoss des östlichen Palas diente vermutlich einst als Küche und weist ein Segmentgewölbe und einen historischen Rauchfang auf. Darüber befindet sich der Rittersaal mit Resten dekorativer Wandmalereien. Über dem Rittersaal liegt ein Raum, der bis zum 16. Jahrhundert als Kapelle genutzt wurde.

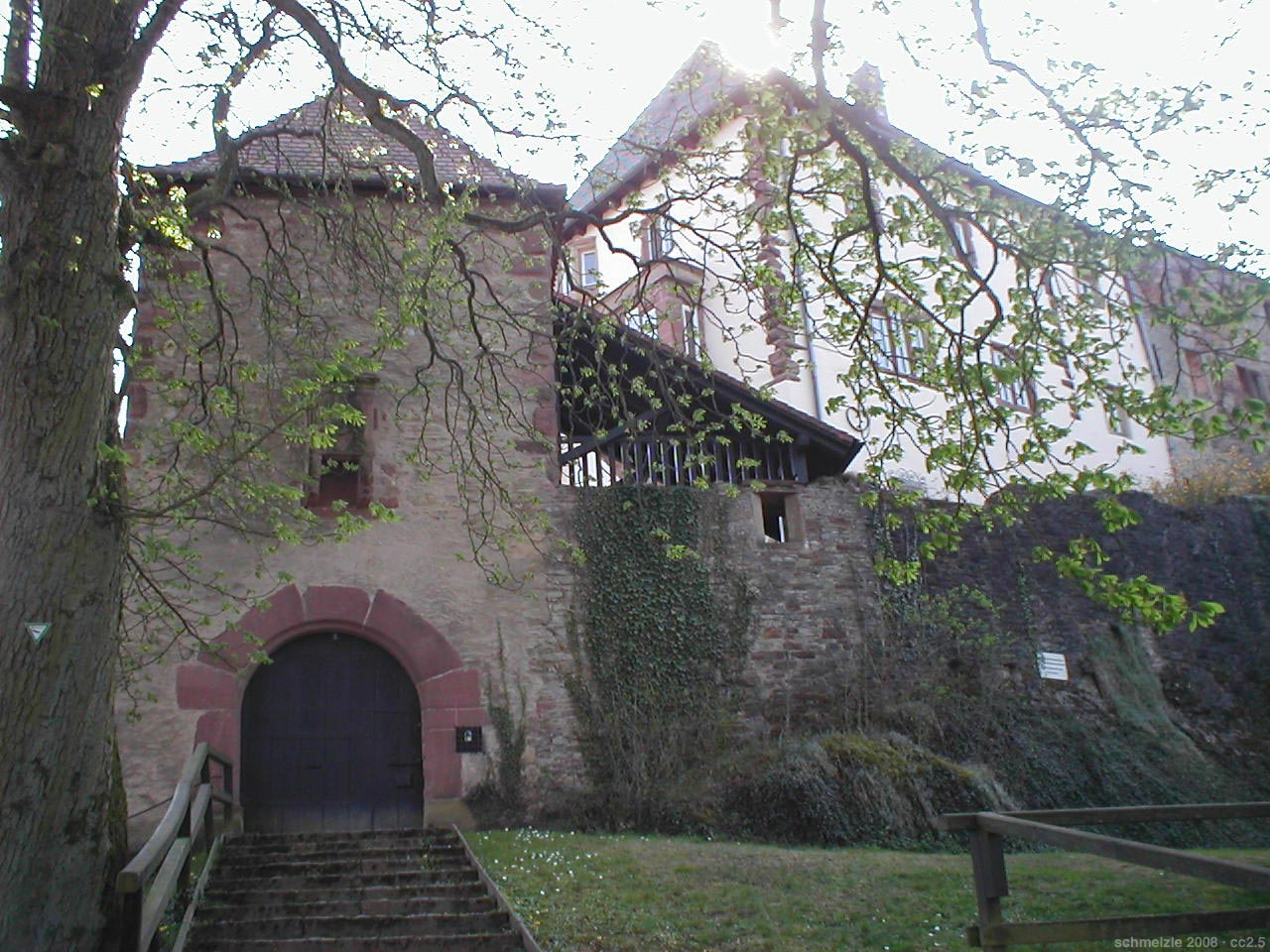
Innerer Torturm und westlicher Palas
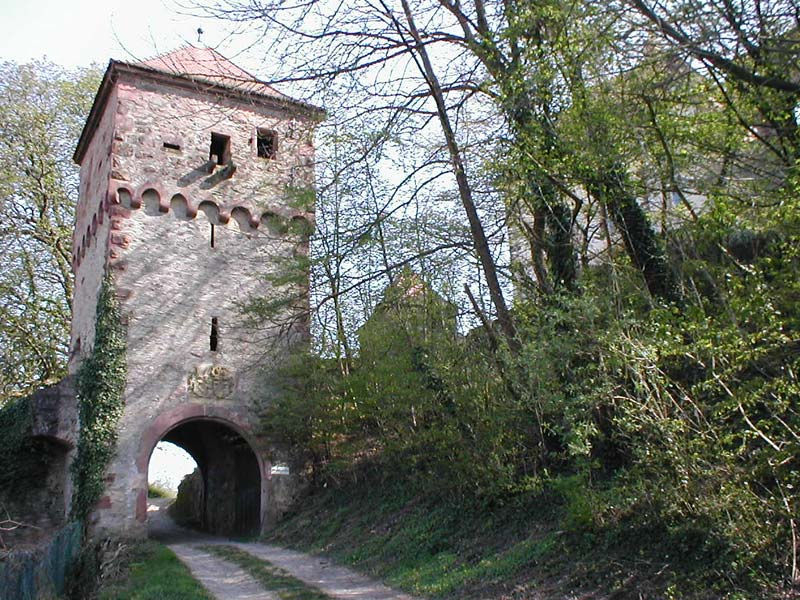
Äußerer Torturm
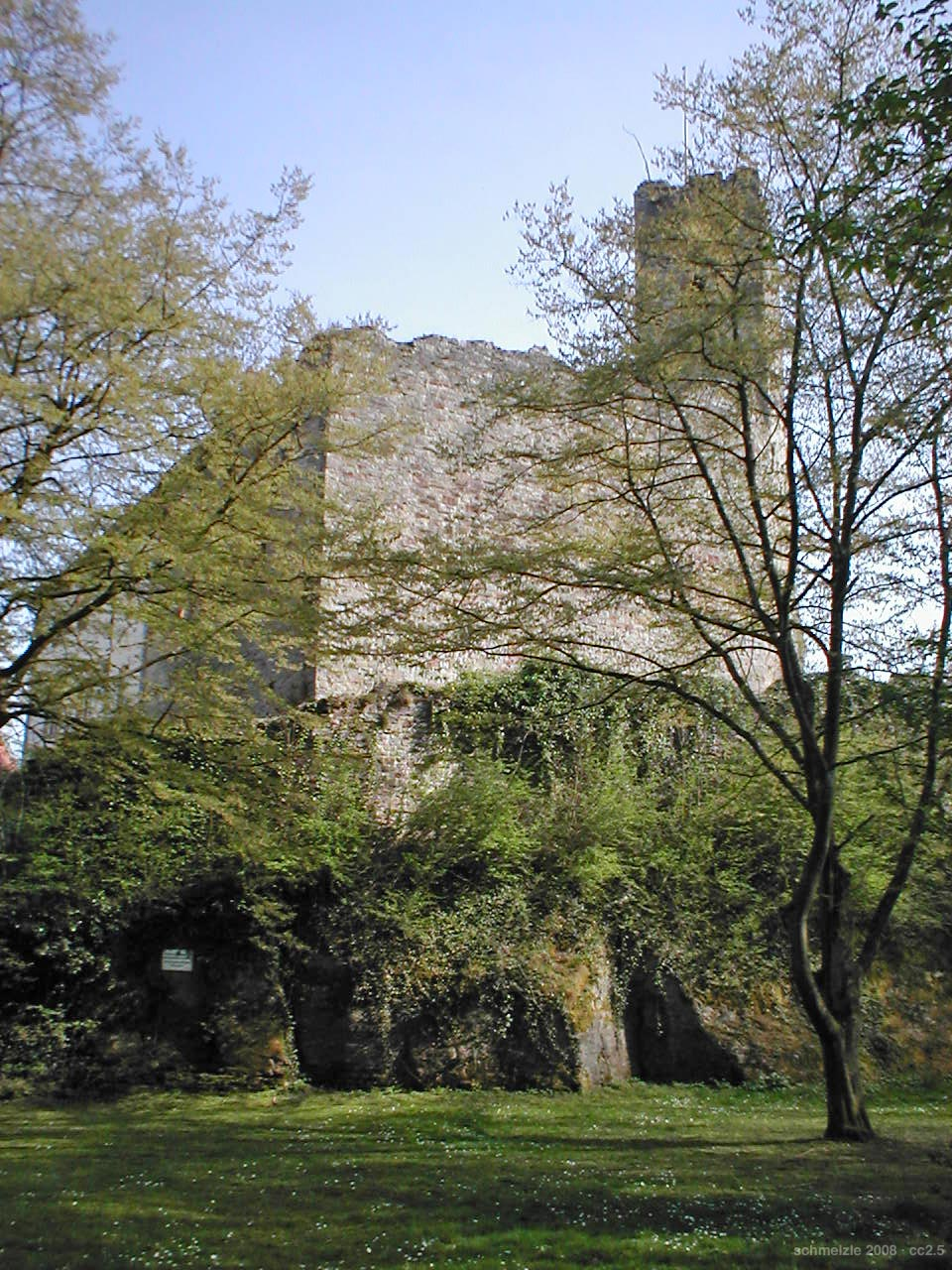
Halsgraben

Nördlich schließt sich an die Kernburg eine tiefer gelegene Vorburg – auch Neues Schloss genannt – an, in der zwei renaissancezeitliche Fachwerkgebäude stehen: das „Jägerhaus“ und das „Herrenhaus“ mit Treppenturm, beide erbaut durch den kurpfälzischen Hofrichter Erasmus von Venningen und seine Brüder Christoph und Hans Moritz im Jahr 1538. Im weiter nördlich gelegenen Vorhof befindet sich seit 1880 die katholische Kirche, die auf den Fundamenten einer abgebrannten Zehntscheune aus dem 16. Jahrhundert errichtet wurde.

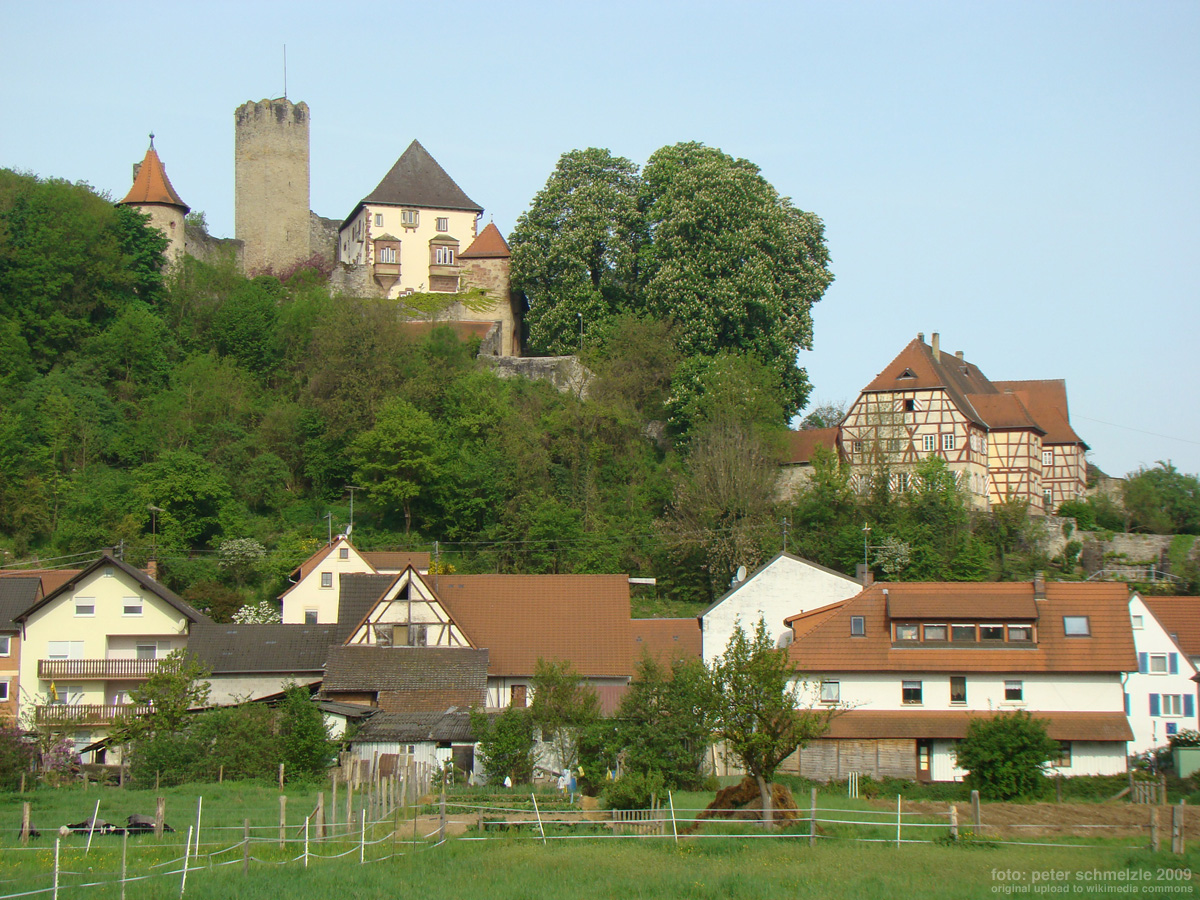
Burg und Vorburg
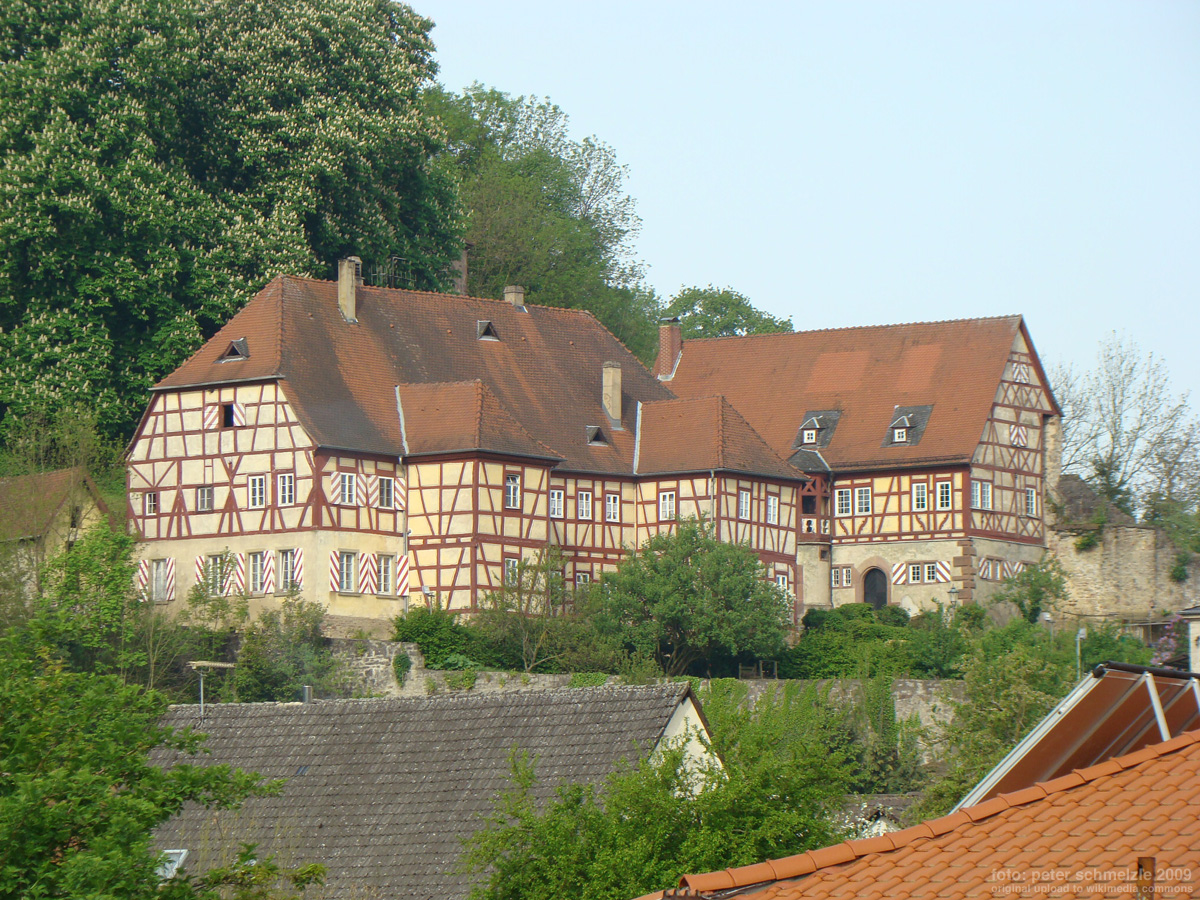
Jägerhaus und Herrenhaus in der Vorburg
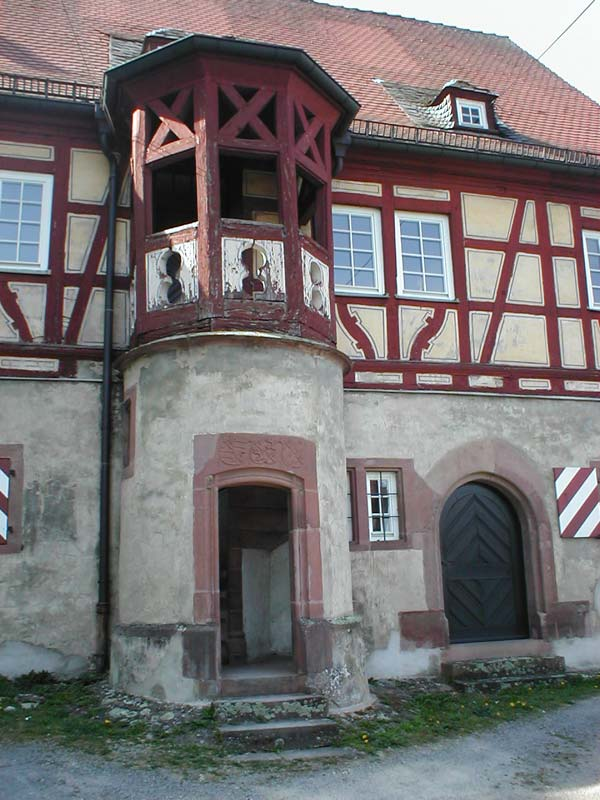
Treppenturm des Herrenhauses
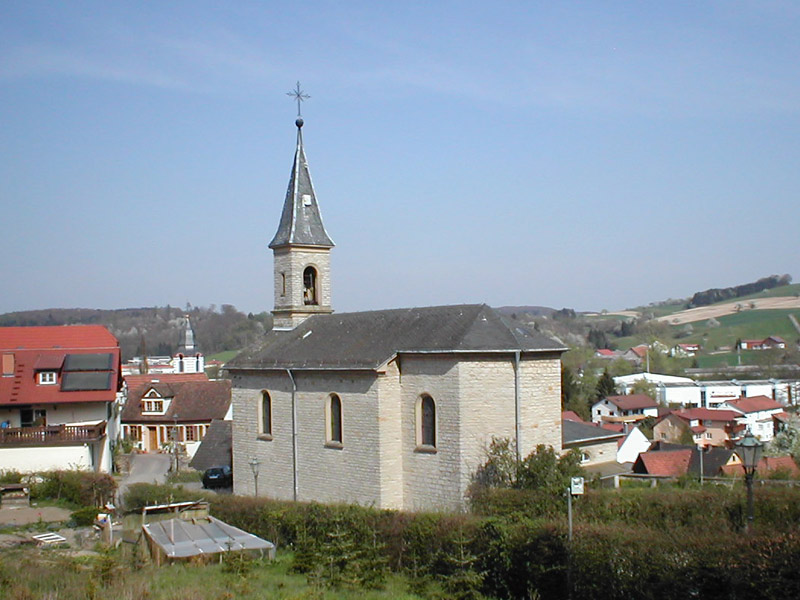
Katholische Kirche von 1880